# Marathon Rotterdam 1985
De Marathon Rotterdam 1985 werd gelopen op zaterdag 20 april 1985. Het was de vijfde editie van deze marathon.
De Portugees Carlos Lopes zegevierde bij de mannen. Met zijn tijd van 2:07.12 verbeterde hij niet alleen het parcoursrecord, maar ook het wereldrecord. De Nederlandse Wilma Rusman won bij de vrouwen in 2:35.32.

## Uitslagen

### Wedstrijd mannen
| rang   | naam                 | land | tijd    |
| ------ | -------------------- | ---- | ------- |
| Goud   | Carlos Lopes         | POR  | 2:07.12 |
| Zilver | John Graham          | SCO  | 2:09.58 |
| Brons  | Cor Lambregts        | NED  | 2:11.02 |
| 4      | Marti ten Kate       | NED  | 2:12.56 |
| 5      | Fred Vandervennet    | BEL  | 2:13.05 |
| 6      | Jeff Wells           | USA  | 2:14.46 |
| 7      | Eddy Hellebuyck      | BEL  | 2:14.49 |
| 8      | Rudy Diricks         | BEL  | 2:14.50 |
| 9      | Peter Rusman         | NED  | 2:14.52 |
| 10     | Antonio Prieto       | ESP  | 2:16.28 |
| 11     | Sandor Szendrei      | HUN  | 2:16.53 |
| 12     | Karsten Marowski     | FRG  | 2:17.01 |
| 13     | Janos Papp           | HUN  | 2:18.29 |
| 14     | Martin van der Ven   | NED  | 2:22.10 |
| 15     | Ulf Andersson        | SWE  | 2:23.47 |
| 16     | Dick van Santen      | NED  | 2:24.23 |
| 17     | Piert-Luigi Corbezzi | ITA  | 2:24.29 |
| 18     | Paul Bassett         | GBR  | 2:24.31 |
| 20     | Kees van Breukelen   | NED  | 2:24.46 |
| 21     | Willem de Weerdt     | NED  | 2:24.56 |
| 22     | Paul Vos             | NED  | 2:25.19 |
| 23     | Jean Weijts          | BEL  | 2:26.14 |
| 24     | Wil Sparreboom       | NED  | 2:26.16 |
| 25     | Alex Hendriksen      | DEN  | 2:26.27 |
| 289    | Hans Lex Dekker      | NED  | 2:53.19 |

### Wedstrijd vrouwen
| rang   | naam                        | land | tijd    |
| ------ | --------------------------- | ---- | ------- |
| Goud   | Wilma Rusman                | NED  | 2:35.32 |
| Zilver | Agnes Pardaens              | BEL  | 2:45.07 |
| Brons  | Linda Delvaux               | NED  | 2:45.18 |
| 4      | Joke van Gerven             | NED  | 2:46.35 |
| 5      | Karin van de Berg-Kerkvliet | NED  | 2:52.21 |

### Rolstoel mannen
| rang | naam          | land | tijd    |
| ---- | ------------- | ---- | ------- |
| Goud | Jean Goessens | NED  | 2:24.46 |

### Roelstoel vrouwen
| rang | naam           | land | tijd    |
| ---- | -------------- | ---- | ------- |
| Goud | Jenette Jansen | NED  | 2:52.40 |

1981 ·
1982 ·
1983 ·
1984 ·
1985 ·
1986 ·
1987 ·
1988 ·
1989 ·
1990 ·
1991 ·
1992 ·
1993 ·
1994 ·
1995 ·
1996 ·
1997 ·
1998 ·
1999 ·
2000 ·
2001 ·
2002 ·
2003 ·
2004 ·
2005 ·
2006 ·
2007 ·
2008 ·
2009 ·
2010 ·
2011 ·
2012 ·
2013 ·
2014 ·
2015 ·
2016 ·
2017 ·
2018 ·
2019 ·
2020 ·
2021 ·
2022 ·
2023 ·
2024